# 이토 쇼시치
이토 쇼시치(일본어: 伊藤 庄七, 1918년 3월 20일 ~ 1999년 3월 6일)는 일본의 전 프로 야구 선수이자 야구 지도자, 야구 해설가·평론가이다. 아이치현 나고야시 출신이며 현역 시절 포지션은 외야수였다.

## 인물
주쿄 상업학교 시절에는 1933년 하계 고시엔 대회에 출전했는데 대회 기간 중 아카시 중학교와의 연장 25회 경기에서도 벤치에 들어갔다. 주쿄 상업학교를 졸업하고 메이지 대학, 사회인 야구팀 아이치 산업을 거쳐 1950년 마이니치 오리온스에 입단했다.
프로 2년차인 1951년에는 제1회 올스타전에 출전했고 그 해엔 퍼시픽 리그 1위가 되는 28개의 2루타를 기록했고, 리그 6위인 타율 3할 3리를 기록했다. 1953년 시즌 도중에 도큐 플라이어스로 이적했고 2년 뒤 1955년에는 주니치 드래곤스로 이적해 그 해를 마지막으로 현역에서 은퇴했다.
은퇴 후에는 일본 단파방송 《프로 야구 나이터 게임 중계》 해설자(1956년 ~ 1961년)를 거쳐 한큐 브레이브스에서 1군 코치(1962년-1964년)를 지냈다. 그 후 주부닛폰 방송 해설자(1966년 ~ 1967년)를 역임했다. 1999년 3월 4일에 뇌경색으로 사망했다(향년 80세).

## 상세 정보

### 출신 학교
- 주쿄 상업학교
- 메이지 대학

### 선수 경력
- 아이치 산업
- 마이니치 오리온스(1950년 ~ 1953년)
- 도큐 플라이어스·도에이 플라이어스(1953년 ~ 1954년)
- 주니치 드래곤스(1955년)

### 지도자 경력
- 한큐 브레이브스 1군 코치(1962년 ~ 1964년)

### 개인 기록
- 올스타전 출장 : 1회(1951년)

### 등번호
- 1(1950년 ~ 1953년 시즌 도중)
- 2(1953년 시즌 도중 ~ 1954년)
- 5(1955년)
- 40(1961년 ~ 1964년)

### 연도별 타격 성적
| 연 도      | 소 속       | 경 기 | 타 석 | 타 수 | 득 점 | 안 타 | 2 루 타 | 3 루 타 | 홈 런 | 루 타 | 타 점 | 도 루 | 도 루 자 | 희 생 번 | 희 생 플 | 볼 넷 | 고 4 | 사 구 | 삼 진 | 병 살 타 | 타 율 | 출 루 율 | 장 타 율 | O P S |
| ---------- | ----------- | ----- | ----- | ----- | ----- | ----- | ------- | ------- | ----- | ----- | ----- | ----- | -------- | -------- | -------- | ----- | ---- | ----- | ----- | -------- | ----- | -------- | -------- | ----- |
| 1950년     | 마이니치    | 68    | 200   | 181   | 30    | 52    | 15      | 0       | 4     | 79    | 26    | 6     | 5        | 2        | --       | 17    | --   | 0     | 24    | 6        | .287  | .348     | .436     | .785  |
| 1951년     | 마이니치    | 101   | 403   | 376   | 61    | 114   | 28      | 5       | 8     | 176   | 47    | 16    | 10       | 1        | --       | 26    | --   | 0     | 53    | 7        | .303  | .348     | .468     | .816  |
| 1952년     | 마이니치    | 102   | 375   | 333   | 50    | 88    | 22      | 1       | 7     | 133   | 50    | 14    | 4        | 7        | --       | 35    | --   | 0     | 35    | 3        | .264  | .334     | .399     | .734  |
| 1953년     | 마이니치    | 13    | 23    | 21    | 1     | 3     | 0       | 0       | 0     | 3     | 2     | 0     | 1        | 0        | --       | 2     | --   | 0     | 5     | 0        | .143  | .217     | .143     | .360  |
| 1953년     | 도큐 도에이 | 69    | 242   | 215   | 21    | 43    | 6       | 1       | 3     | 60    | 12    | 7     | 3        | 2        | --       | 25    | --   | 0     | 25    | 10       | .200  | .283     | .279     | .562  |
| '53 소계   | 도큐 도에이 | 82    | 265   | 236   | 22    | 46    | 6       | 1       | 3     | 63    | 14    | 7     | 4        | 2        | --       | 27    | --   | 0     | 30    | 10       | .195  | .278     | .267     | .545  |
| 1954년     | 도큐 도에이 | 97    | 329   | 282   | 32    | 65    | 12      | 2       | 3     | 90    | 33    | 9     | 2        | 0        | 2        | 44    | --   | 1     | 51    | 8        | .230  | .336     | .319     | .656  |
| 1955년     | 주니치      | 32    | 49    | 46    | 2     | 7     | 1       | 0       | 0     | 8     | 3     | 0     | 0        | 0        | 0        | 3     | 0    | 0     | 10    | 4        | .152  | .204     | .174     | .378  |
| 통산 : 6년 | 통산 : 6년  | 482   | 1621  | 1454  | 197   | 372   | 84      | 9       | 25    | 549   | 173   | 52    | 25       | 12       | 2        | 152   | 0    | 1     | 203   | 38       | .256  | .327     | .378     | .704  |

- 굵은 글씨는 시즌 최고 성적.
- 도큐(도큐 플라이어스)는 1954년에 도에이(도에이 플라이어스)로 구단명을 변경